# Tim Hardin
James Timothy "Tim" Hardin (23. prosince 1941, Eugene, Oregon, Spojené státy – 29. prosince 1980, Los Angeles, Kalifornie, Spojené státy) byl americký folkový hudebník a skladatel. Kromě vlastního úspěchu se jeho písně „If I Were a Carpenter“, „Reason to Believe“, „Misty Roses“ a „The Lady Came from Baltimore“ staly hity pro jiné umělce.
Hardin vyrostl v Oregonu a neměl zájem o školu; odešel ještě před dokončením střední školy a vstoupil do námořní pěchoty. Po propuštění se přestěhoval do Greenwich Village a Cambridge, kde hrál a nahrál několik alb. Také vystupoval na Newport Folk Festival a na Woodstocku. Po většinu svého dospělého života bojoval se závislostí na drogách a jeho živá vystoupení byla někdy nevyrovnaná. Plánoval návrat, když na konci roku 1980 zemřel na náhodné předávkování heroinem.

## Diskografie
- 1966: Tim Hardin 1 (Verve Forecast FT/FTS 3004)
- 1967: Tim Hardin 2 (Verve Forecast FT/FTS 3022)
- 1967: This is Tim Hardin (nahráno 1963/64) (ATCO 33-210)
- 1968: Tim Hardin 3 Live in Concert (Verve Forecast FTS 3049)
- 1969: Tim Hardin 4 (Verve Forecast FTS 3064)
- 1969: The Best of Tim Hardin (Verve Forecast FTS3078)
- 1969: Suite for Susan Moore and Damion: We Are One, One, All in One (Columbia CS 9787)
- 1971: Bird on a Wire (Columbia CK-30551)
- 1972: Painted Head (Columbia CK-31764)
- 1973: Nine (Antilles AN-7023)
- 1981: Unforgiven (San Francisco Sound SFS 10810)
- 1981: The Tim Hardin Memorial Album (Polygram PD-1-6333)
- 1981: The Shock of Grace (CBS Columbia PC37164)
- 1981: The Homecoming Concert (Line LICD 9.00040)
- 1990: Reason to Believe (The Best Of) (Polydor 833954)
- 1994: Hang on to a Dream: The Verve Recordings (Polydor 521583)
- 1996: Simple Songs Of Freedom: The Tim Hardin Collection (Legacy /Sony 64858)
- 2000: Person to Person: The Essential, Classic Hardin 1963–1980 (Raven)
- 2002: 20th Century Masters - The Millennium Collection: The Best of Tim Hardin (Polydor)
- 2002: Black Sheep Boy: An Introduction to Tim Hardin (Universal International)
- 2007: Through the Years 1964–1966 (Lilith)